# Tea and Sympathy
Tea and Sympathy is een Amerikaanse dramafilm uit 1956 onder regie van Vincente Minnelli.

## Verhaal
Tom Robinson Lee wordt gepest op het internaat. De vrouw van een leraar is de enige bij wie hij terechtkan. Hun band wordt almaar hechter. Als Tom zijn mannelijkheid wil bewijzen aan de andere leerlingen door contact te zoeken met een serveerster, heeft dat consequenties.

## Rolverdeling
| Acteur           | Personage        |
| ---------------- | ---------------- |
| Deborah Kerr     | Laura Reynolds   |
| John Kerr        | Tom Robinson Lee |
| Leif Erickson    | Bill Reynolds    |
| Edward Andrews   | Herb Lee         |
| Darryl Hickman   | Al               |
| Norma Crane      | Ellie Martin     |
| Dean Jones       | Ollie            |
| Jacqueline deWit | Lilly Sears      |
| Tom Laughlin     | Ralph            |
| Ralph Votrian    | Steve            |
| Steven Terrell   | Phil             |
| Kip King         | Ted              |
| Jimmy Hayes      | Henry            |
| Richard Tyler    | Roger            |
| Don Burnett      | Vic              |